# Vance Brand
Vance DeVoe Brand (Longmont, 9 maggio 1931) è un ex astronauta statunitense.

## Biografia
Nato il 9 maggio 1931 a Longmont in Colorado, ha sposato Beverly Ann Whitnel. È padre di due figlie e di quattro figli. Trascorre la maggior parte del proprio tempo libero dedicandosi alla corsa per rimanere in forma, all'escursionismo, allo sci e al campeggio.
Dopo aver concluso la High School di Longmont in Colorado, nel 1953 ottenne il suo titolo di bachelor in economia presso l'Università del Colorado. Nel 1960 seguì il bachelor di ingegneria aeronautica e nel 1964 il Master in amministrazione economica, entrambi i titoli conseguiti presso l'Università della California di Los Angeles (UCLA). Brand è pluridecorato di onorificenze del campo civile e militare nonché membro di alcune influenti associazioni americane.

## Esperienze

### Militari
Arruolato in servizio presso la marina militare americana - U.S. Marine Corps - dal 1953 al 1957 fu trasferito più volte a seconda dei vari incarichi. Tra questi spicca lo stazionamento di 15 mesi in Giappone nel ruolo di pilota di aerei da combattimento jet. Congedato dal servizio attivo, Brand fino al 1964 rimase nelle riserve del corpo della marina militare nonché degli squadroni degli aerei da combattimento jet della guardia nazionale dell'aviazione Air National Guard.

### Prima della NASA: civili
Dal 1960 al 1966 fu impiegato civile della Lockheed Corporation. All'inizio collaborò quale ingegnere per i voli di collaudo dell'aereo P3A della marina militare americana, prodotto da questa ditta. Nel 1963, pur essendo civile, Brand ottenne un diploma concludendo gli studi presso la scuola per piloti di collaudo della marina, la U.S. Naval Test Pilot School. In seguito venne assegnato a Palmdale in California nel ruolo di pilota di volo di esperimenti nei programmi Canadesi-tedeschi per l'aereo F-104. Prima della selezione per il programma degli astronauti, Brand collaborò presso il centro di collaudo di volo di Istres in Francia per lo sviluppo dell'aereo F-104G di fabbricazione tedesca. Il suo incarico consistette non solo nell'essere pilota per voli di collaudo ma anche direttore del gruppo di collaudo di volo della Lockheed.

### Esperienze di volo
Brand raggiunse 9.669 ore di volo, di cui sono comprese le 8.089 ore volate su aerei jet, 391 ore pilotando elicotteri, 746 ore in veicoli spaziali nonché nel collaudo di oltre 30 diversi tipi di aerei militari.

### Esperienze alla NASA
Brand fu uno dei 19 astronauti scelti dalla NASA con il quinto gruppo scelto ad aprile del 1966. Brand fu incaricato di collaborare allo sviluppo della camere di vuoto d'aria e vuoto termico da testare sul prototipo del modulo di comando per le missioni del programma Apollo. Fece parte degli equipaggi di supporto per le missioni dell'Apollo 8 ed Apollo 13. In seguito fece parte dell'equipaggio di riserva per l'Apollo 15 nel ruolo di pilota di riserva del modulo di comando. Venne pure incaricato del comando dell'equipaggio di riserva per le missioni dello Skylab 3 e Skylab 4. Rimanendo astronauta attivo assunse importanti incarichi nel direttivo influendo sullo sviluppo dei veicoli spaziali, l'acquisto degli stessi nonché sui sistemi di sicurezza e le operazioni da eseguire durante le missioni.
Brand volò nello spazio con quattro missioni: con l'Apollo-Sojuz, l STS-5, l STS-41-B e l STS-35. Raggiunse un totale di 746 ore di volo nello spazio e fu comandante di tre missioni dello Shuttle. Brand lasciò l'ufficio degli astronauti nel 1992 diventando capo degli aerei presso il National Aerospace Plane (NASP) Joint Program Office della Wright-Patterson Air Force Base a Dayton (Ohio). A settembre del 1994 si trasferì in California essendo diventato assistente capo delle operazioni di volo del Dryden Flight Research Center. Poco dopo venne promosso in ingegnere capo ed attualmente è direttore per i progetti aerospaziali di questo centro.

### Esperienze di volo nello spazio

#### Apollo-Sojuz

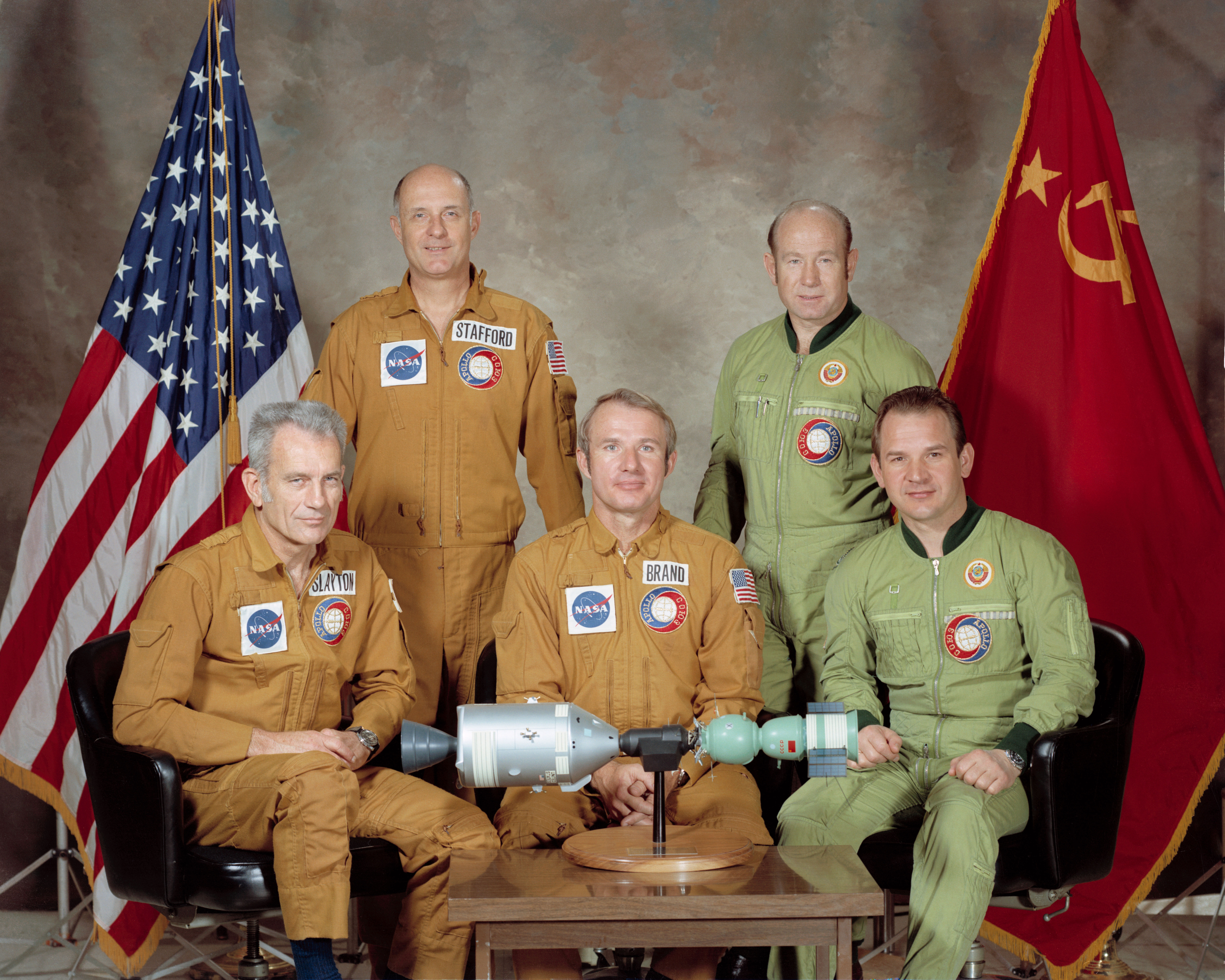
Gli equipaggi dell'ASTP

Il primo volo nello spazio di Brand iniziò il 15 luglio 1975 con il lancio del programma test Apollo-Sojuz. Brand fece parte dell'equipaggio di questa missione nel ruolo di pilota del modulo di comando dell'Apollo. Il volo fu uno storico incontro nello spazio tra gli astronauti americani ed i cosmonauti sovietici. Dell'equipaggio americano di questa missione nell'orbita terrestre durata 9 giorni fecero parte il comandante Thomas Stafford ed il pilota del modulo d'aggancio dell'Apollo Donald Kent Slayton. La capsula sovietica Sojuz era equipaggiata dal comandante Aleksej Archipovič Leonov, e dall'ingegnere di volo Valerij Nikolaevič Kubasov. Il velivolo spaziale Sojuz venne lanciato dal cosmodromo di Baikonur nell'Asia centrale, mentre l'Apollo fu lanciato 7 ore e mezzo più tardi dal Kennedy Space Center. Due giorni dopo il lancio, l'Apollo riuscì nella manovra rendezvous e di aggancio alla Sojuz. Durante questa manovra venne testato per la prima ed unica volta un apposito congegno d'aggancio e dimostrato in una maniera impressionante la volontà di collaborazione tra le due superpotenze. Tutta la missione infatti fu frutto della stretta collaborazione riuscita in questo campo. In totale i due veicoli spaziali rimasero agganciati per 44 ore consentendo 4 trasferimenti degli equipaggi tra l'Apollo e la Sojuz e viceversa. Un membro dell'equipaggio rimaneva comunque sempre a bordo del suo veicolo spaziale. La missione firmò ben sei record mondiali ufficialmente riconosciuti dalla Federazione Aeronautica Internazionale, la  Federation Aeronautique Internationale, per quanto riguardava il volo di veicoli spaziali agganciati nello spazio e voli di gruppo. Il 25 luglio l'Apollo atterrò nelle acque dell'Oceano Pacifico nei pressi delle isole Hawaii scampando di poco una tragedia durante la fase di rientro in atmosfera. L'equipaggio incolume poté essere recuperato dalla portaerei USS New Orleans. La missione terminò dopo 217 ore di volo.

#### STS-5
Brand fu comandante dello Space Shuttle Columbia per la missione STS-5, la prima con il sistema di trasporto di carico di bordo completamente funzionante che fu lanciata l'11 novembre 1982. L'equipaggio della missione fu inoltre composto dal pilota Robert Overmyer e dai due specialisti di missione dott. Joseph P. Allen e dott. William B. Lenoir. L STS-5, la prima missione con un equipaggio composto da quattro membri, fu la dimostrazione dell'operatività dello Shuttle, in quanto si riuscì a posizionare i primi due satelliti artificiali per comunicazioni commerciali, estraendoli dall'apposita baia di carico dello Shuttle. I satelliti artificiali erano stati posizionati per due imprese private, la Satellite Business Systems Corporation di McLean in Virginia e per la TELESAT di Ottawa in Canada. Durante la missione vennero inoltre posizionati diversi strumenti nonché eseguiti test di volo, per l'ultima volta mediante l'ausilio di appositi strumenti chiamati il Development Flight Instrumentation package. Il 16 novembre, l'equipaggio del STS-5 concluse il volo orbitale di 5 giorni del Columbia mediante un atterraggio perfetto attraverso fittissime nubi portando a terra il veicolo spaziale sulla pista numero 22 dell'Edwards Air Force Base in California. La missione ebbe una durata totale di 122 ore.

#### STS-41-B

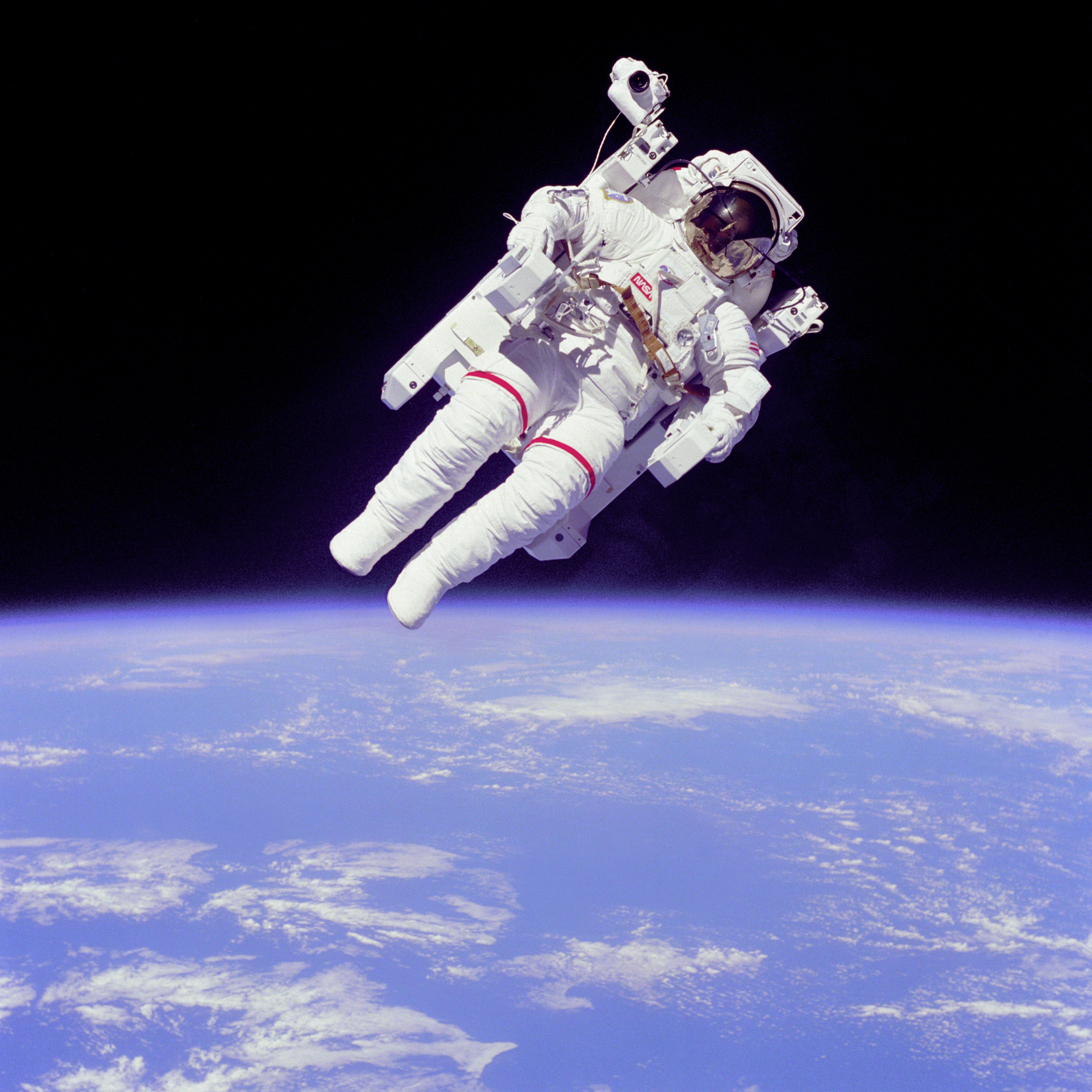
L'apoteosi della missione: McCandless durante l'EVA

Brand fu pure comandante del Challenger con un equipaggio composto da cinque persone durante il volo più lungo di questo Space Shuttle. Il lancio avvenne il 3 febbraio 1984. Dell'equipaggio fecero inoltre parte il pilota Robert L. Gibson ed i tre specialisti di missione Bruce McCandless, dott. Ronald McNair e Robert L. Stewart. Il volo venne eseguito per portare due satelliti artificiale di comunicazione del tipo Hughes 376 in un'orbita geosincronica. Tale meta comunque non venne raggiunta in quanto due razzi propulsori dei satelliti artificiali non funzionarono correttamente. Il malfunzionamento poté essere riparato durante la missione STS-51-A svoltasi a novembre dell'anno successivo. L'apoteosi della missione di Brand invece fu il primo utilizzo con successo della Manned Maneuvering Unit (MMU), cioè il congegno che consente di eseguire dell'attività extraveicolare in completa libertà, cioè senza rimanere agganciati al veicolo spaziale mediante qualche sistema di sicurezza. Venne pure testato il Manipulator Foot Restraint (MFR). Entrambi gli strumenti consentirono agli astronauti McCandless e Stewart di svolgere due spettacolari attività extraveicolari. I sensori dello Shuttle per la manovra rendezvous nonché i programmi di volo per il computer vennero per la prima volta testati in volo nello spazio. Dopo 8 giorni di volo, la missione del Challenger terminò l'11 febbraio 1984 con il primo atterraggio eseguito sull'apposita pista del Kennedy Space Center. Questa missione ebbe una durata totale di 191 ore.

#### STS-35
Brand fu comandante del Columbia per un'ulteriore volta - nel trentottesimo volo dello Shuttle. Per questa missione l'equipaggio fu composto da sette membri. Lo spettacolare lancio notturno del 2 dicembre 1990 fu l'inizio di una missione durata 9 giorni dedicata all'osservazione 24 ore su 24 di stelle ed altri corpi celesti. Dell'equipaggio fecero parte il pilota Col. Guy Gardner, i tre specialisti di missione John M. Lounge, dott. Robert A. Parker e dott. Jeffrey A. Hoffman ed i due specialisti per il carico di bordo dott. Samuel T. Durrance ed il dott. Ronald A. Parise. Le 13 tonnellate di carico di bordo erano composte da 3 telescopi a raggi ultravioletti del tipo ASTRO-1 nonché da un telescopio a banda larga e raggi X. Furono necessarie oltre 200 manovre orbitali per posizionare esattamente i telescopi. Questo volo dello Shuttle, il primo dedicato esclusivamente all'astronomia, fu un importante contributo per questa scienza grazie alle innumerevoli osservazioni e alla registrazione di interessanti dati di corpi celesti decisamente attivi. L'atterraggio notturno avvenne il 10 dicembre sulla pista di atterraggio numero 22 dell'Edwards Air Force Base. La missione ebbe una durata totale di 215 ore.